# Dynastie wajihide
926–965
Entités précédentes :
- Califat abbasside

Entités suivantes :
- Dynastie bouyide

Les Wajihides (arabe : بَنُو وَجِيْه) étaient une dynastie arabe qui régna sur la côte d'Oman au début et au milieu du Xe siècle. Leur capitale était la ville de Sohar, après qu’ils s’y furent installés depuis l'oasis d'Al-Buraimi ou Tawam, où ils résidaient au IXe siècle.

## Histoire
Les origines et l'histoire de cette dynastie sont obscures. Elle pourrait être d'origine omanaise ou bahreïnie et être possiblement liée à Ahmad ibn Hilal, un ancien gouverneur d'Oman au nom du califat abbasside. Quoi qu'il en soit, vers 929, les régions côtières d'Oman étaient sous le contrôle de Yūsuf ibn Wajīh (arabe : يُوْسُف ابْن وَجِيْه), le premier membre de la dynastie.
Selon l'archéologue Timothy Power, les origines des Wajihides peuvent être trouvées dans un récit du chroniqueur du Xe siècle, al-Tabari. Ce dernier rapporte qu'en 893 ou 894, à l'époque abbasside, une dispute éclata entre factions locales sur le choix du dirigeant d’Oman. Une faction qui se rapprocha des Abbassides était celle des Bani Sama, basés à Al-Buraimi ou Tawam (incluant la ville omanaise actuelle d'Al-Buraimi et la ville émiratie d'Al Ain), avant de s'installer à Sohar. Les Bani Sama se désignaient également sous le nom de « dynastie Wajihide » et prirent la direction de la région.
Les Wajihides ne bénéficient pas d'un contrôle incontesté sur Oman. Dans l'intérieur montagneux du pays, les imams ibadites, centrés à Nizwa, s'opposent à leur autorité et sont déterminés à maintenir leur indépendance. De plus, les Qarmates voisins d'al-Hasa cherchent à s'emparer de Sohar, et les incursions qarmates en Oman sont fréquentes à cette époque. Les Wajihides parviennent à neutraliser ces menaces en alternant entre force et diplomatie envers les ibadites et les Qarmates. Leur politique de relations avec les puissances voisines est opportuniste, et ils reconnaissent tour à tour la suzeraineté des Qarmates et des Abbassides selon les circonstances.
Sous le règne des Wajihides, Sohar devient une ville extrêmement prospère, et avec Siraf, elle se place parmi les principaux ports du golfe d'Oman et du golfe Persique. Son essor au Xe siècle en fait un centre majeur de commerce international et la ville principale d'Oman. Les Wajihides prennent le contrôle du commerce suhari et œuvrent activement pour maintenir le statut économique de la ville.
Les Wajihides sont principalement connus dans les sources médiévales pour leurs deux attaques contre Bassorah. La première campagne a lieu en 943, en réaction aux droits de douane excessifs imposés aux navires omanais à Bassorah. Les forces wajihides remontent le Tigre et prennent possession d'Al-Ubulla (en), mais l'expédition échoue lorsque les dirigeants Baridides de Bassorah parviennent à détruire une grande partie de la flotte wajihide. La seconde campagne, en 951-952, voit les Wajihides et leurs alliés qarmates avancer de nouveau contre Bassorah, désormais sous le contrôle de l'émir bouyide Mu'izz al-Daula. Le vizir de ce dernier, Abu Muhammad al-Hasan al-Muhallabi (en), défend la ville, et les Wajihides sont à nouveau vaincus.
Yusuf ibn Wajih est ensuite remplacé par son fils Muhammad, qui cède lui-même la place à son frère ‘Umar. Cependant, le règne des Wajihides prend fin abruptement vers 962 lorsque ‘Umar est tué par Nafi‘, un ancien mawlā (affranchi) de la dynastie. Nafi‘ tente alors de gouverner à la place d'‘Umar, et durant les années qui suivent, Oman entre dans une période d’anarchie, qui ne s'achève qu'avec l'arrivée des Bouyides et l’établissement d'une province bouyide en Oman.

## Dirigeants
La chronologie exacte de la dynastie Wajihide est difficile à établir. Les pièces de monnaie qu'ils ont frappées pendant leur règne sont cruciales pour dresser une liste de leurs dirigeants. D'après les données numismatiques disponibles, les Wajihides ont régné comme suit :
- Yusuf ibn Wajih (926/929–945)
- Muhammad ibn Yusuf (945)
- 'Umar ibn Yusuf (950–962/965)

Abdulrahman al-Salimi, en tentant de concilier les données numismatiques avec les informations fournies par les sources écrites, a proposé une chronologie alternative :
- Ahmad ibn Hilal (c. 898–929)
- Yusuf ibn Wajih (926–952)
- Muhammad ibn Yusuf (942–951; co-dirigeant avec son père)
- 'Umar ibn Yusuf (952–962; mais reconnu à titre posthume comme dirigeant jusqu'en 965)[14]

## Sources
- Bates, Michael L. "Unpublished Wajihid and Buwayhid Coins from 'Uman in the American Numismatic Society." Arabian Studies I. Ed. R.B. Serjeant and R.L. Bidwell. Totowa, N.J.: Rowman and Littlefield, 1974.  (ISBN 0-87471-482-6)
- Miles, S. B. The Countries and Tribes of the Persian Gulf. 1919. Reading, UK: Garnet & Ithaca Press, 1997. 187393856X
- Miskawaihi. The Eclipse of the Abbasid Caliphate: the Concluding Portion of the Experiences of the Nations, Vol. II. Trans. & ed. H. F. Amedroz and D. S. Margoliouth. London, 1921.
- Piacentini, Valeria Fiorani. "Sohar and the Daylami interlude (356–443/967–1051)." Proceedings of the Seminar for Arabian Studies 35: Papers from the thirty-eighth meeting of the Seminar for Arabian Studies held in London, 22–24 July 2004. Oxford: Archaeopress, 2005.  (ISBN 0-9539923-7-3)
- Al-Salimi, Abdulrahman. "The Wajihids of Oman." Proceedings of the Seminar for Arabian Studies 39: Papers from the forty-second meeting of the Seminar for Arabian Studies held in London, 24–26 July 2008. Oxford: Archaeopress, 2009.  (ISBN 978-1-905739-23-3)
- John C. Wilkinson, Ibadism: Origins and Early Development in Oman, New York, Oxford University Press, 2010 (ISBN 978-0-19-958826-8)